# Cuentos navideños (serie de televisión)
Cuentos navideños es una serie de televisión de cinco unitarios, de origen boliviano de ficción, transmitida desde 1987 hasta 1997, producida por Safipro y emitida por varios canales.

## Episodios

### Temporadas
| Temporada | Temporada    | Eps. | Eps. | Bolivia                 | Bolivia | Cadena original        | Cadena original |
| Temporada | Temporada    | Eps. | Eps. | Comienzo                | Final   | Cadena original        | Cadena original |
| --------- | ------------ | ---- | ---- | ----------------------- | ------- | ---------------------- | --------------- |
|           | 1            | 2    | 2    | 1987                    | 1987    | Cruceña de Televisión  |                 |
|           | 2            | 2    | 2    | 1990                    | 1990    | - Galavision - Red CDT |                 |
|           | 3 (Especial) | 1    | 1    | 1992                    | 1992    | - Galavision - Red CDT |                 |
|           | 4            | 2    | 2    | 1995                    | 1995    | - Galavision - Red CDT |                 |
|           | 5            | 3    | 3    | 25 de diciembre de 1996 | 1997    | Bolivision             |                 |

### Cuentos navideños I
| N.º | Título                  | Fecha de emisión original | Productor ejecutivo | Cadena original       |
| --- | ----------------------- | ------------------------- | ------------------- | --------------------- |
| 1   | «El regalo»             | 1987                      | Enrique Alfonso     | Cruceña de Televisión |
| 2   | «Se busca un Papa Noel» | 1987                      | Enrique Alfonso     | Cruceña de Televisión |

### Cuentos navideños II
| N.º | Título          | Fecha de emisión original | Productor ejecutivo | Cadena original |
| --- | --------------- | ------------------------- | ------------------- | --------------- |
| 3   | «El nacimiento» | 1990                      | Enrique Alfonso     | Galavisión      |
| 4   | «El brindis»    | 1990                      | Enrique Alfonso     | Galavisión      |

### Cuentos navideños III
| N.º | Título                | Fecha de emisión original | Productor ejecutivo | Cadena original |
| --- | --------------------- | ------------------------- | ------------------- | --------------- |
| 5   | «Papa Noel se jubila» | 1992                      | Enrique Alfonso     | Galavisión      |

### Cuentos navideños IV
| N.º | Título                  | Fecha de emisión original | Productor ejecutivo | Cadena original |
| --- | ----------------------- | ------------------------- | ------------------- | --------------- |
| 6   | «Una Navidad diferente» | 1995                      | Enrique Alfonso     | Galavisión      |
| 7   | «Secuestrando al niño»  | 1995                      | Enrique Alfonso     | Galavisión      |

### Cuentos navideños V
| N.º | Título                  | Fecha de emisión original | Productor ejecutivo | Cadena original |
| --- | ----------------------- | ------------------------- | ------------------- | --------------- |
| 8   | «Martín el zapatero»    | 25 de diciembre de 1996   | Enrique Alfonso     | Bolivision      |
| 9   | «Sucedió en Belén»      | 1997                      | Enrique Alfonso     | Bolivision      |
| 10  | «El juicio a Papa Noel» | 1997                      | Enrique Alfonso     | Bolivision      |

## Retransmisión

### Cuentos Navideños I
Megavisión, un canal local de Santa Cruz, retransmite, tanto El Regalo como Se busca un Papa Noel el año 2007. Luego de 20 años de su emisión original, en 1987, PAT repone los sábados y domingos, desde el 2017 y hasta 2018.